# Pays Toy

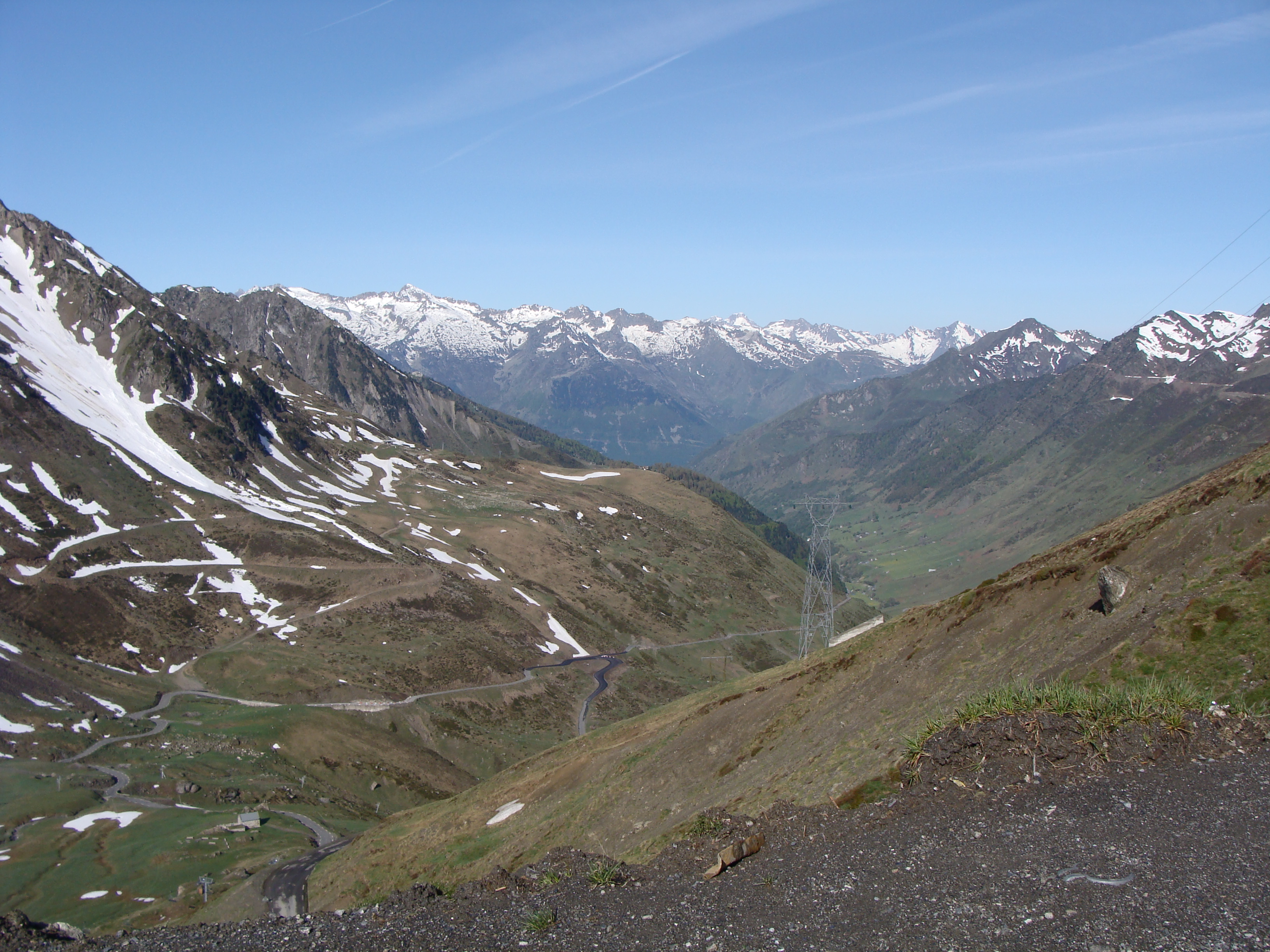
Vue du col du Tourmalet vers la vallée de Barèges.

Le pays Toy (/tɔj/) est l'un des sept ensembles de vallées des Pyrénées françaises composant le Lavedan, partie sud-occidentale de la Bigorre qui appartient actuellement au département des Hautes-Pyrénées, en région Occitanie. En partie sud du Lavedan, le pays Toy regroupe les communes de Barèges, Betpouey, Chèze, Esquièze-Sère, Esterre,  Gavarnie-Gèdre, Grust, Luz-Saint-Sauveur, Saligos, Sassis, Sazos, Sers,  Viella, Viey et Viscos.

## Toponymie
Ce terme toï, qui signifie « petit » en gascon, était un sobriquet autrefois utilisé par les gens du piémont pour désigner les habitants des hautes vallées pyrénéennes.

## Géographie

### Situation

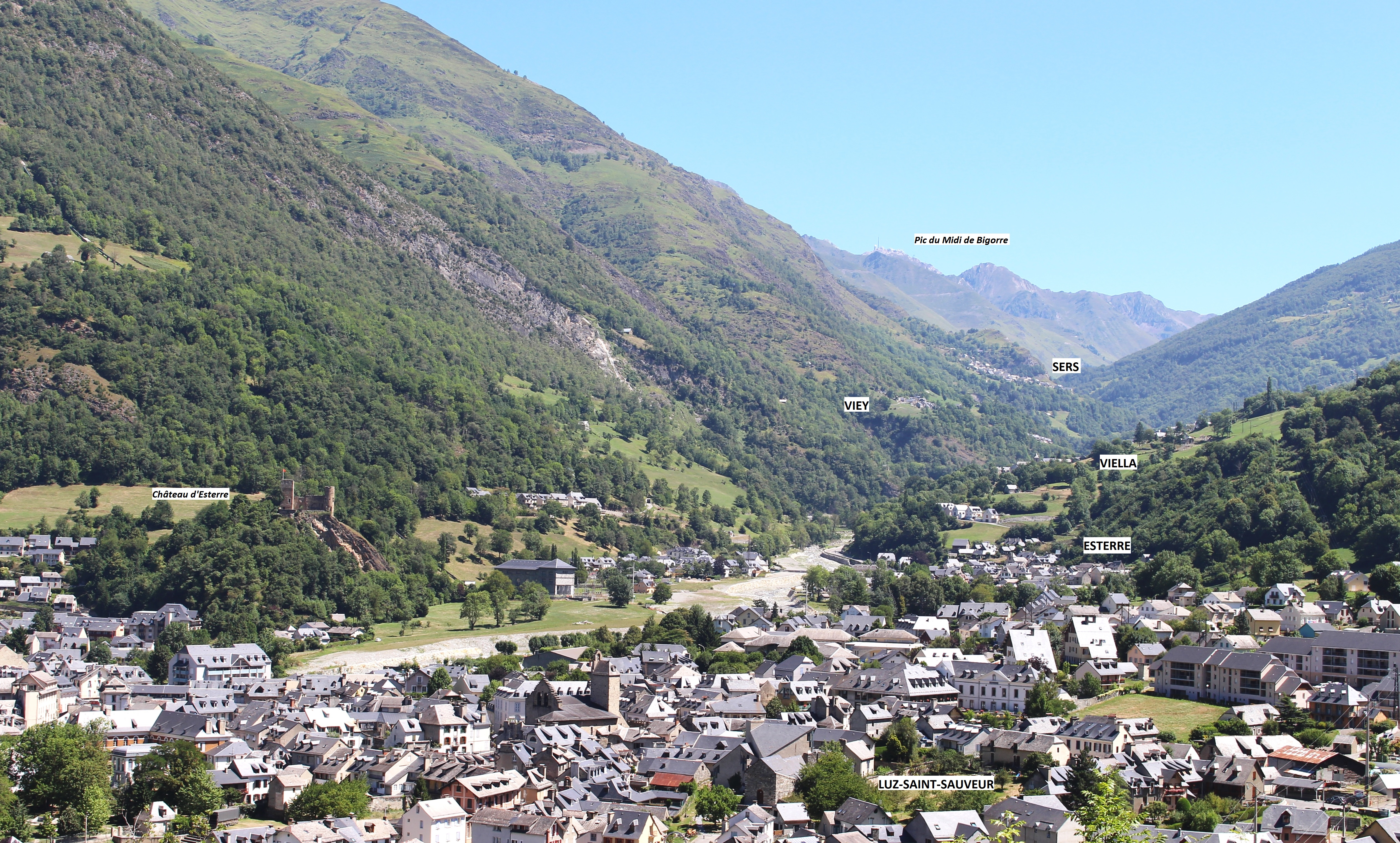
Vue de la vallée de Barèges.

C'est un ensemble de hautes vallées pyrénéennes qui bute au nord sur le Dabant-Aygues, à l'ouest sur la vallée de Cauterets, à l'est sur la vallée d'Aure et la vallée de Campan et au sud sur l'Aragon (Espagne) par le cirque de Gavarnie, le cirque d'Estaubé et le cirque de Troumouse.
Le pays Toy s'étend sur 43 302 hectares des gorges de Pierrefitte au col du Tourmalet et au cirque de Gavarnie.
Les communes de Barèges, Betpouey, Esterre, Luz-Saint-Sauveur, Sers,  Viella, Viey sont situées en bordure de la RD 918 qui monte au col du Tourmalet. Les villages de Grust, Sazos et Sassis sont situées au bord de la RD 12 qui accède à la station de sports d'hiver de Luz-Ardiden

### Voies de communication et transports
La vallée est desservie depuis la vallée de Saint-Savin par la route départementale D 921 (ancienne N 21) appelé la route des gorges ou depuis la vallée de Campan (via le col du Tourmalet) par la route départementale D 918.

### Hydrographie

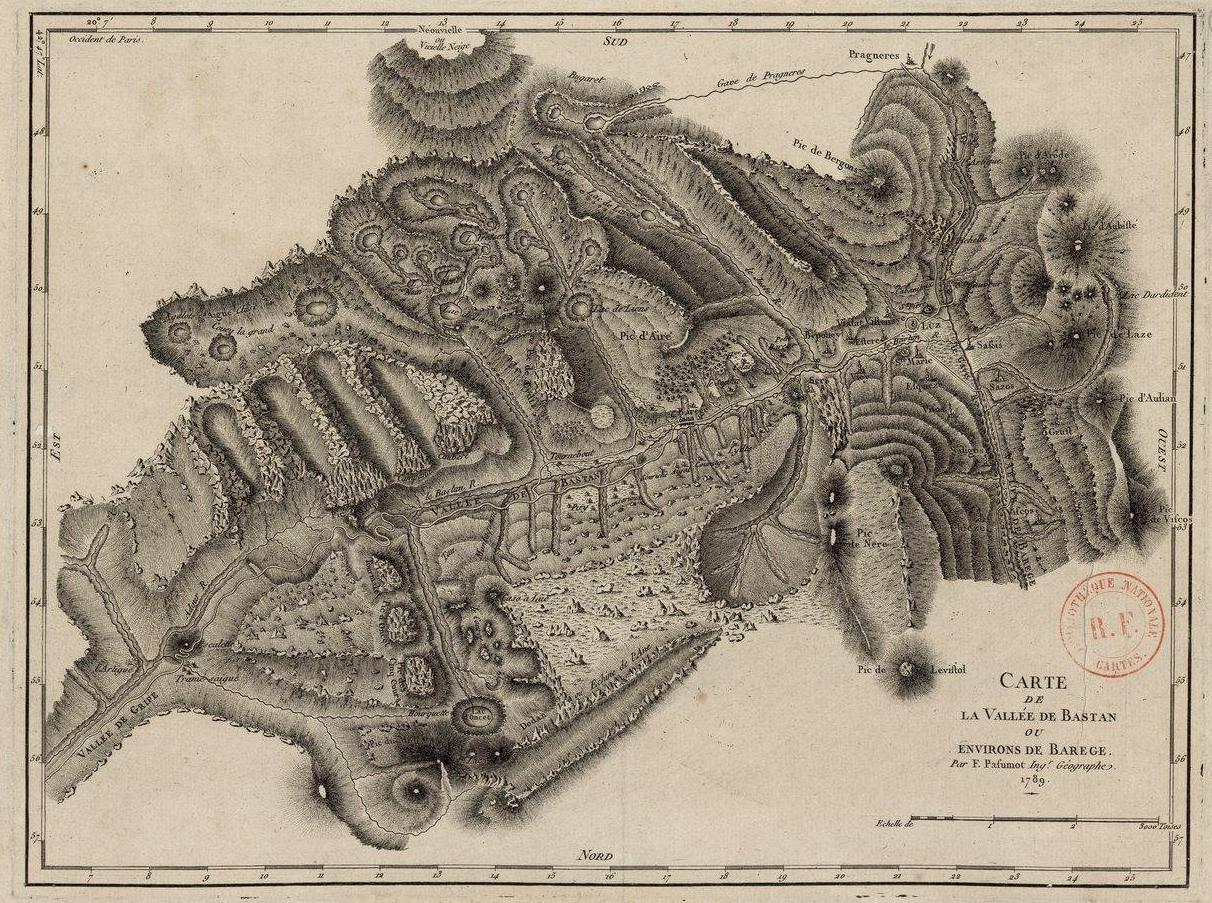
Carte de la vallée de Bastan par F. Pasumot - 1789.

La rivière (ou localement le « gave ») du Bastan, affluent droit du gave de Gavarnie, prend sa source sur la commune de Barèges, non loin du col du Tourmalet dont les pentes et les flancs des pics avoisinants l'alimentent en eau : le Bastan s'écoule alors d'est en ouest dans la vallée étroite et pentue puis traverse traverse 8 communes Barèges, Sers, Betpouey, Viey, Viella, Esterre, Luz-Saint-Sauveur, Esquièze-Sère dans un cours rapide et agité, au débit très variable selon les saisons, augmenté en période de fonte ou d'orages.
En février 2013, une avalanche encombre le Bastan à hauteur des Thermes de Barèges : le village est évacué. Le 31 mai 2013, la neige s'est accumulée et une nouvelle avalanche, en contrebas du Lienz, recouvre sur près de 200 mètres le lit du Bastan.
Une crue historique est constatée les 18 et 19 juin 2013 : des pluies incessantes provoquent une montée des eaux associée à la fonte des neiges. Freinées par les restes de l'avalanche de fin mai, les eaux du Bastan emportent la route située sur sa rive gauche.
Le Gave de Pau traverse Gavarnie-Gèdre, Luz-Saint-Sauveur, Sassis, Esquièze-Sère. C'est à la jonction de ces trois dernières communes que le Bastan vient se jeter dans le Gave.

### Hydrologie
- Le Bastan traverse huit communes Barèges, Sers, Betpouey, Viey, Viella, Esterre, Luz-Saint-Sauveur, Esquièze-Sère.

En février 2013, une avalanche encombre le Bastan à hauteur des thermes de Barèges : le village est évacué. Le 31 mai 2013, la neige s'est accumulée et une nouvelle avalanche, en contrebas du Lienz, recouvre sur près de 200 mètres le lit du Bastan.
Une crue historique est constatée les 18 et 19 juin 2013 : des pluies incessantes provoquent une montée des eaux associée à la fonte des neiges. Freinées par les restes de l'avalanche de fin mai, les eaux du Bastan emportent la route située sur sa rive droite. Arrivé à hauteur des thermes (où avait eu lieu l'avalanche de février 2013), le Bastan emporte la place de Barèges, puis le parking HLM, le camping, sept maisons ; aucun dommage corporel n'atteint la population. Le village est évacué le 19 juin grâce à une ouverture exceptionnelle du col du Tourmalet toujours enneigé.
- Le gave de Pau traverse Gavarnie-Gèdre, Luz-Saint-Sauveur, Sassis, Esquièze-Sère. C'est à la jonction de ces trois dernières communes que le Bastan vient se jeter dans le gave.

#### Lavoirs

Sélection de vues des lavoirs municipaux.
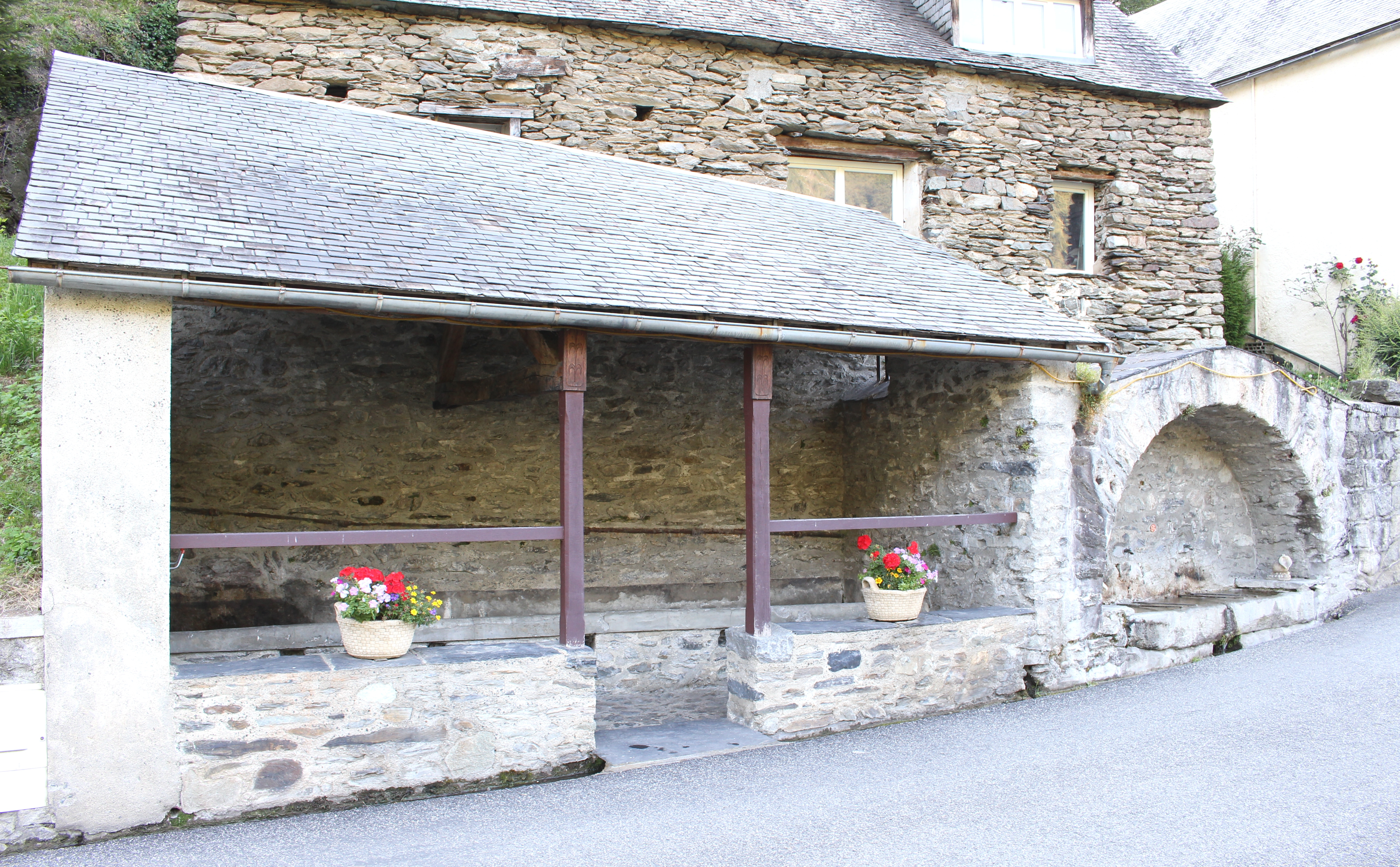
Lavoir de Chèze
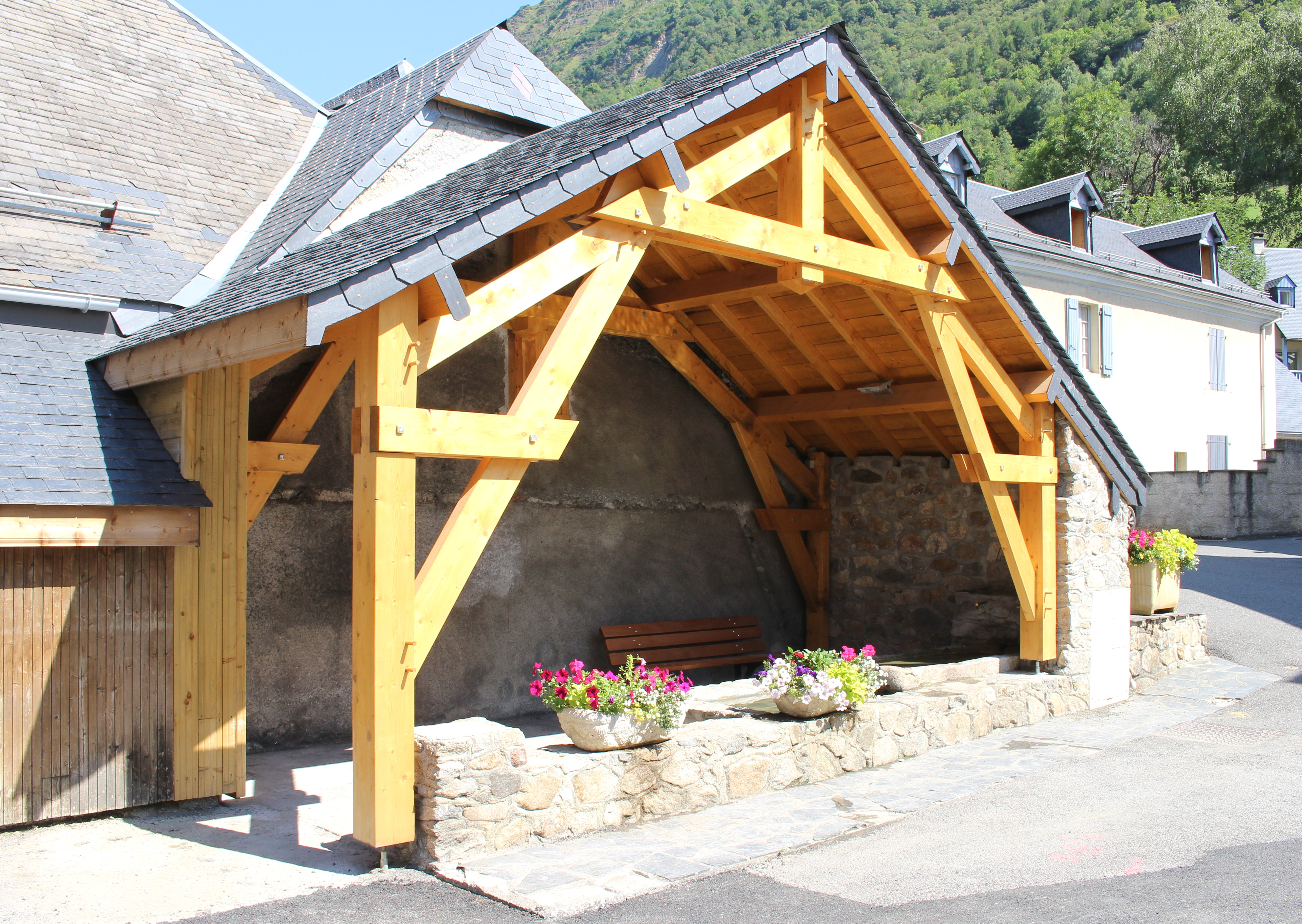
Lavoir d'Esquièze-Sère
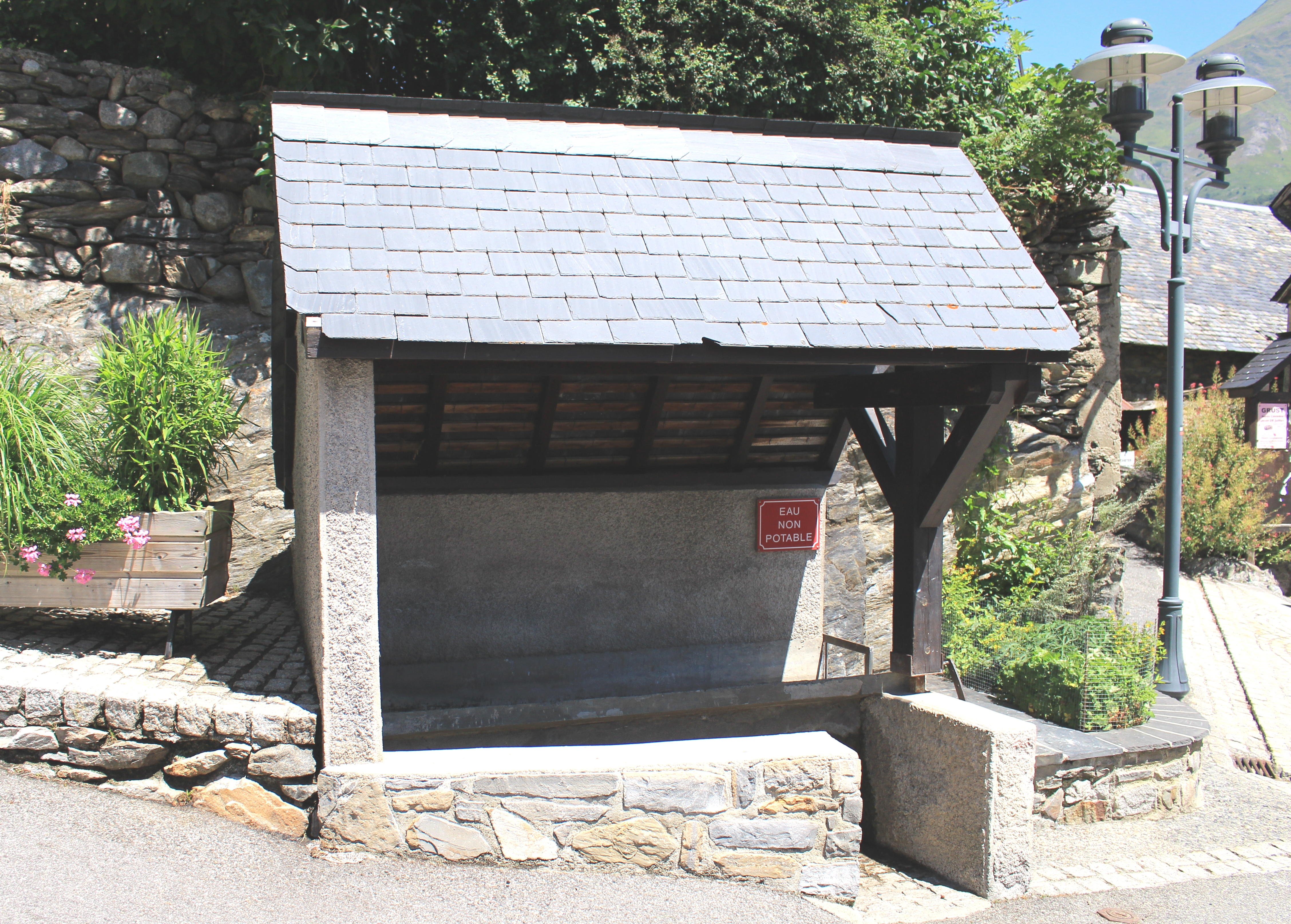
Lavoir de Grust
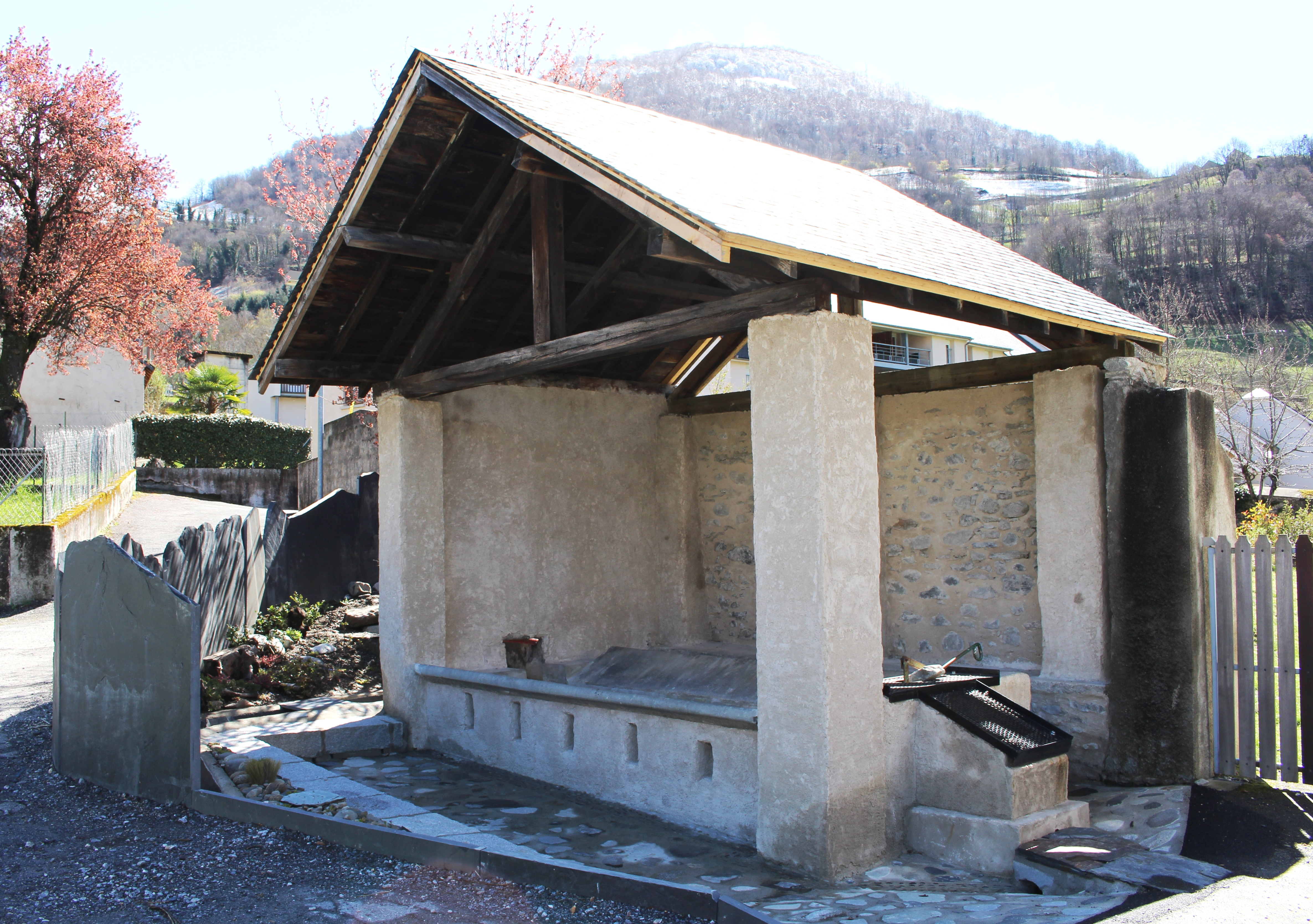
Lavoir de Luz-Saint-Sauveur
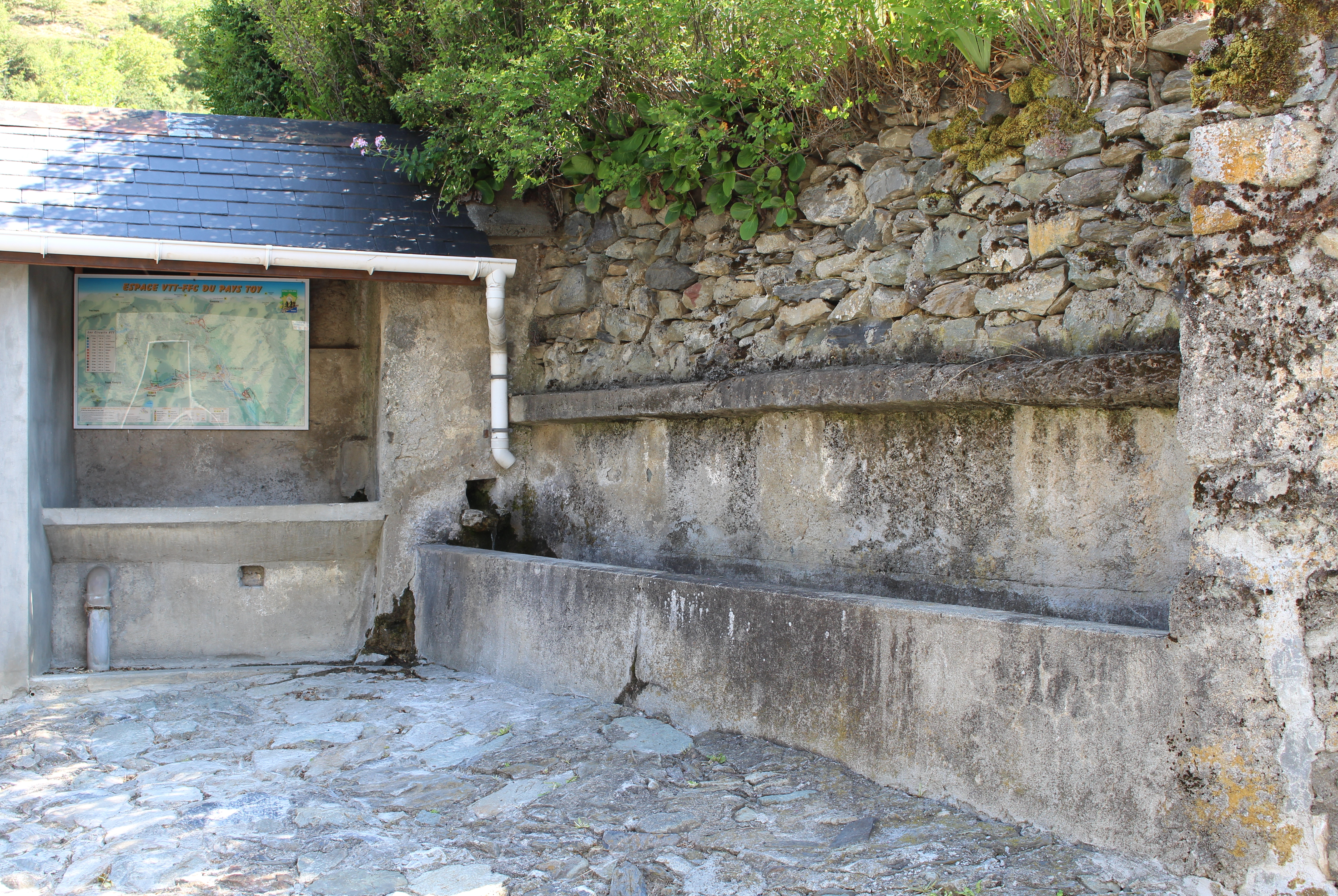
Lavoir de Vizos
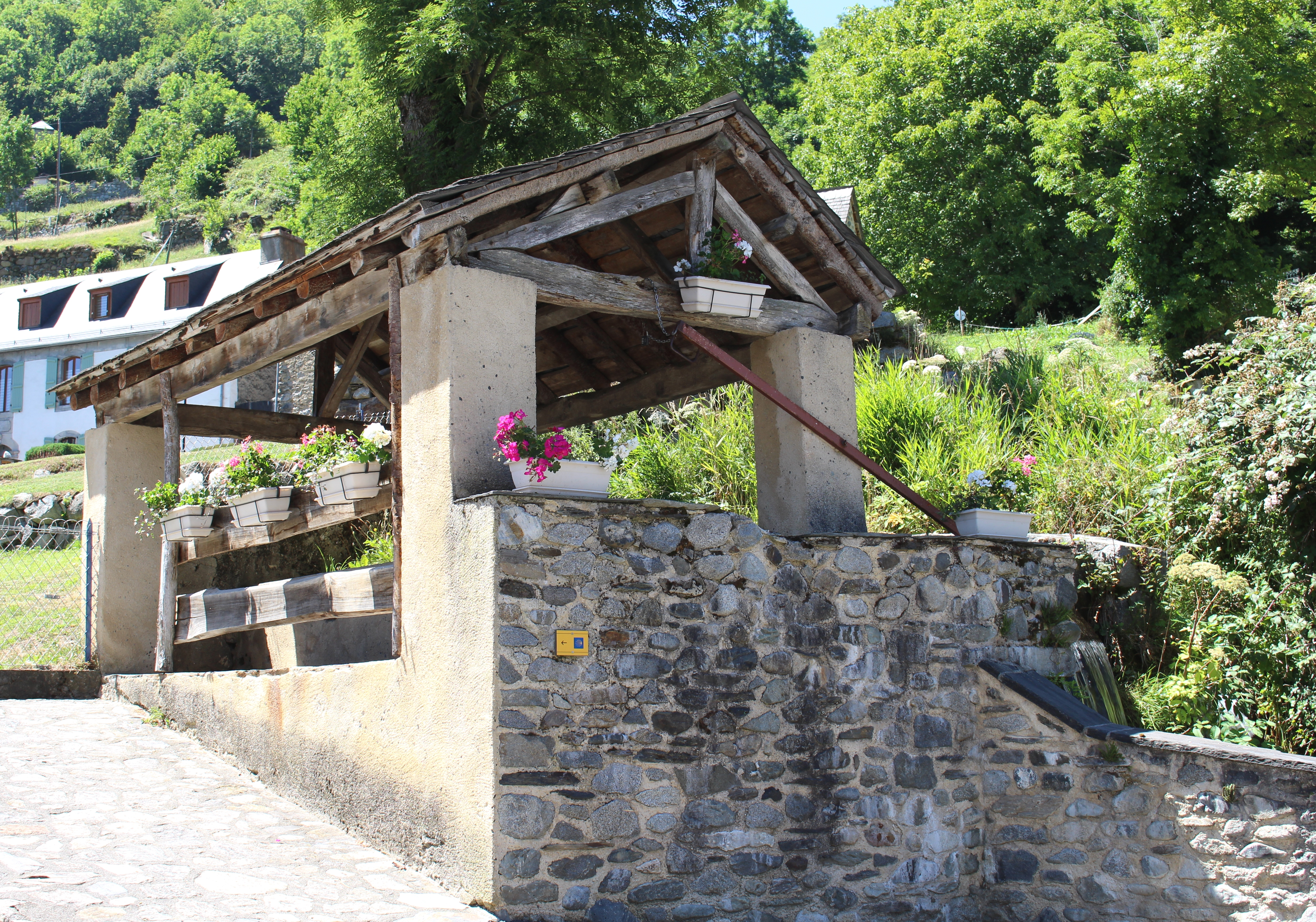
Lavoir de Sazos
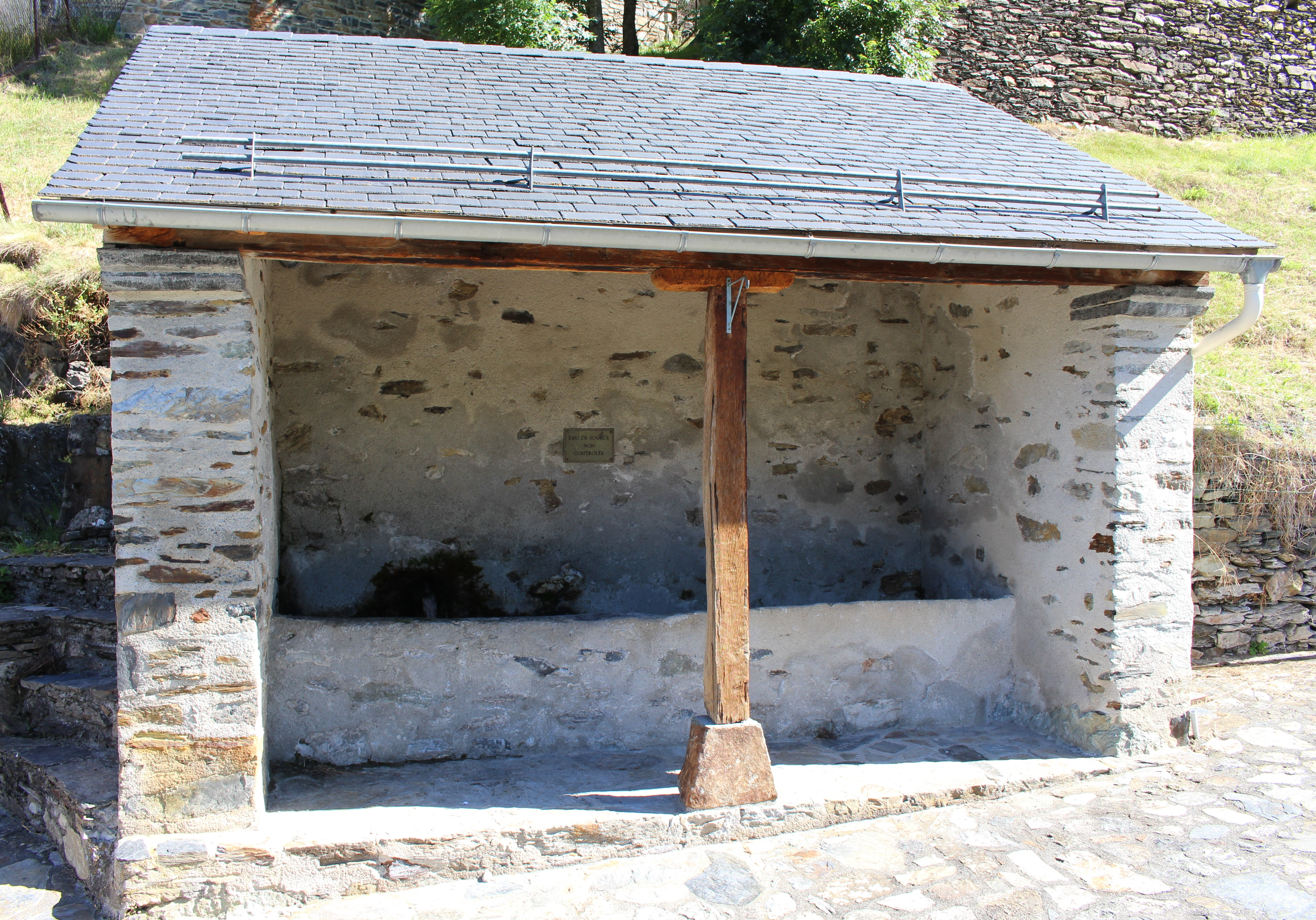
Lavoir de Sers
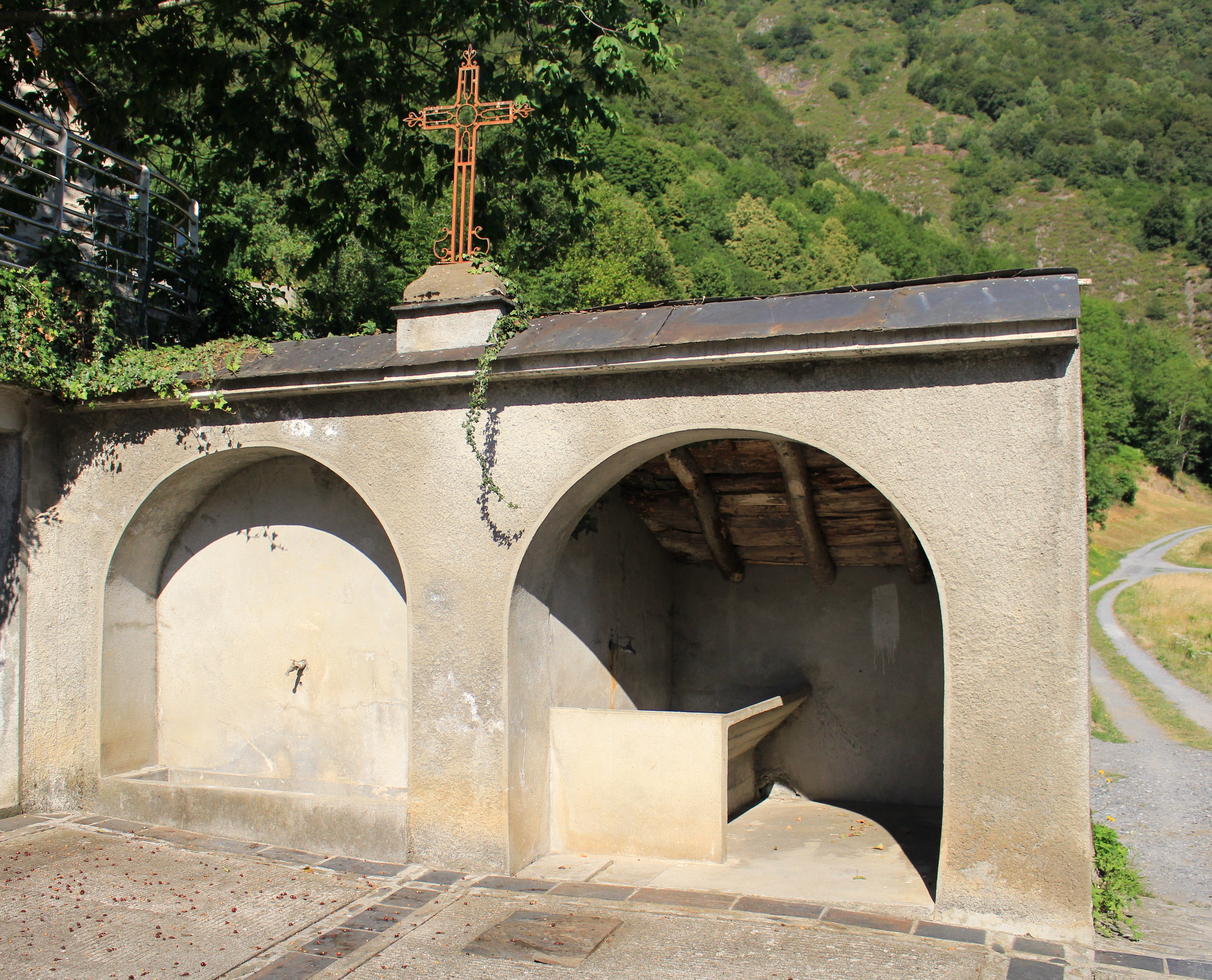
Lavoir de Viscos

## Histoire
Le 13 novembre 1272, Raymond Garcie VII dit Maziéres, seigneur de Castelloubon, échange avec Esquivat ou Assisvat de Chabannes, comte de Bigorre, la vallée de Baretge et ses dix-sept villages avec toutes ses appartenances. Les contreparties de cet échange sont les terres de Préhac, Bages, Vier, Andrest et Troignan ainsi qu'une rente de vingt-trois sous morlans. Les dix-sept villages de la vallée de Barèges étaient alors regroupés en quatre vics, le vic du plan, le vic débat, le vic darrélaïgue et le vic de Labadsus.

## Dicton toy
« Un Toy noun cragn qué Diou, et péricle e erà lid » : Un toy ne craint que Dieu, le tonnerre et l'avalanche.

## Administration
Les différentes communes de la vallée font partie du Canton de la Vallée des Gaves et de la Communauté de communes Pyrénées Vallées des Gaves.

### Communes

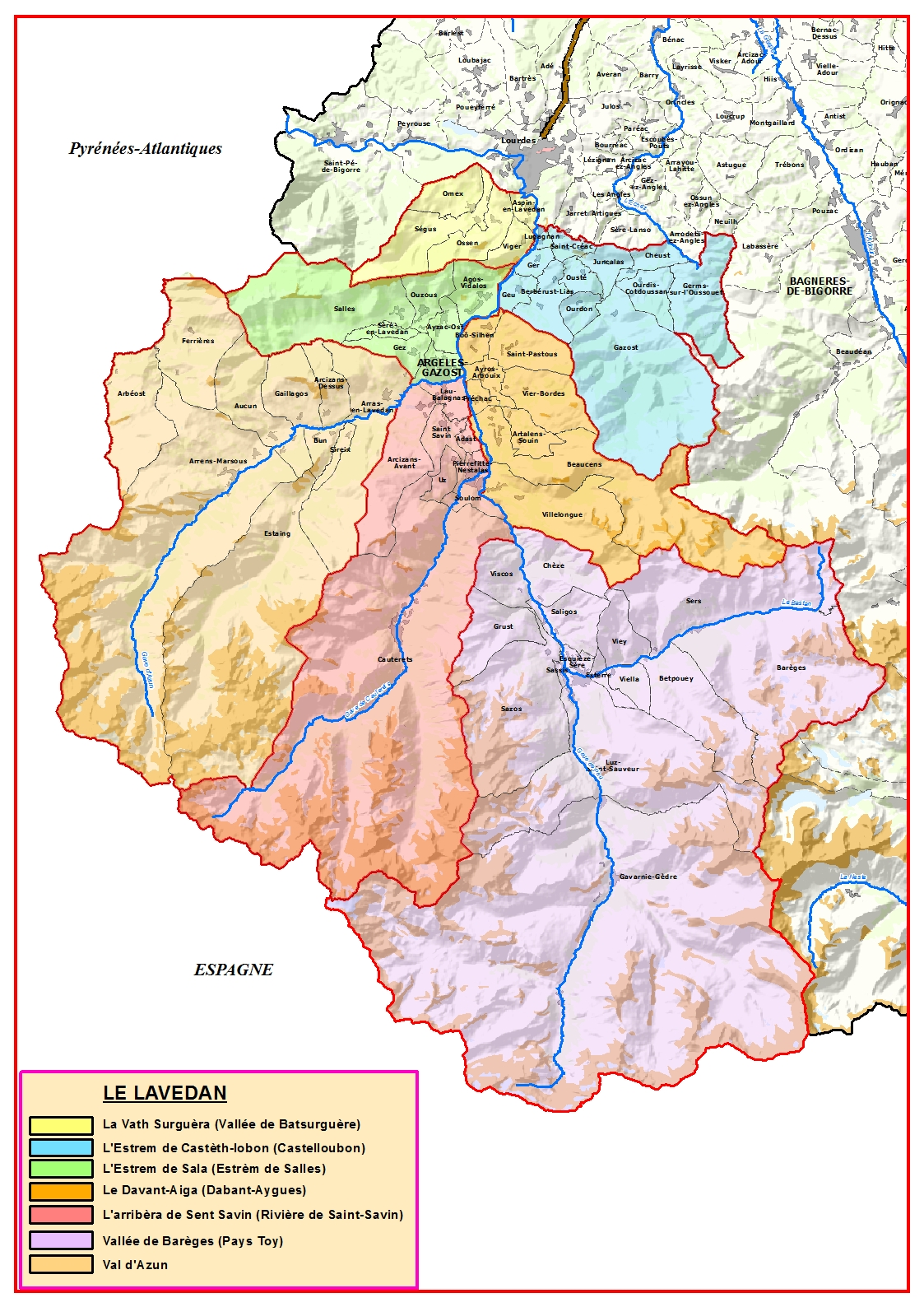
Le Pays Toy (en violet) dans le Lavedan.

- Luz-Saint-Sauveur est la capitale du pays Toy.
- Le pays Toy comprend les 15 communes suivantes, toutes situées dans le département des Hautes-Pyrénées :

| Commune           | Population (2022) | Superficie (km2) | Altitude min. | Altitude max. | Illustration |
| ----------------- | ----------------- | ---------------- | ------------- | ------------- | ------------ |
| Barèges           | 136               | 45.84            | 1070          | 3087          |              |
| Betpouey          | 80                | 16.2             | 899           | 2854          |              |
| Chèze             | 49                | 10.07            | 520           | 2309          |              |
| Esquièze-Sère     | 417               | 1.52             | 659           | 1126          |              |
| Esterre           | 186               | 1.74             | 720           | 1987          |              |
| Gavarnie-Gèdre    | 341               | 227.08           | 905           | 3298          |              |
| Grust             | 37                | 4.8              | 816           | 2527          |              |
| Luz-Saint-Sauveur | 914               | 50.38            | 677           | 3194          |              |
| Saligos           | 89                | 4.51             | 596           | 2390          |              |
| Sassis            | 72                | 174              | 658           | 840           |              |
| Sazos             | 152               | 29.38            | 640           | 2965          |              |
| Sers              | 109               | 29.91            | 928           | 2872          |              |
| Viella            | 83                | 3.14             | 772           | 1987          |              |
| Viey              | 19                | 6.24             | 787           | 2390          |              |
| Viscos            | 34                | 6.52             | 520           | 2139          |              |

## Sport
L'Altitoy est une compétition de ski-alpinisme se déroulant tout en haut du pays Toy.
Trois stations de sports d'hiver sont présentes : Barèges-La Mongie, Luz-Ardiden et Gavarnie-Gèdre.
Le Tour de France passe régulièrement dans le pays Toy pour effectuer la longue montée (hors catégorie) du col du Tourmalet ou accéder à la station de ski de Luz-Ardiden.
Le Grand Raid des Pyrénées, course trail de pleine nature au départ de Vielle-Aure se déroule en grande partie en pays Toy avec le tour des cirques (Cirque de Troumouse, Cirque d'Estaubé et Cirque de Gavarnie).